# 물뚝심송
물뚝심송(1968년 7월 16일 ~ 2018년 5월 12일)은 대한민국의 시사평론가다. 서프라이즈, 딴지일보, 국민TV, XSFM 등에서 활동했다. 본명은 박성호이며, 스스로는 시사평론가보다는 '이승 의견가'란 칭호를 자주 사용했다. 2007년부터 2018년까지 자신의 필명을 본딴 murutukus.kr 이란 블로그를 운영했다.
물뚝심송의 블로그에 따르면 그가 물뚝심송이란 필명을 써온 것은 2003년경부터다. 필명에서 오는 선입관을 일체 배제하고자 하는 의도에서 지었다. 그의 필명은 키드갱이란 만화에서 따온 것이다. 주인공이 외친 아무 의미도 없는 네 글자 단어 중 하나가 '물뚝심송'이었다.

## 생애

### 학생 시절
2014년 1월 2일자 딴지이너뷰 물뚝심송편에 자신의 생애를 소개한 바 있다. 여기서 그는 유년시절엔 키가 작아서 늘 맨 앞자리에 앉았다고 회상했다. 또한 마포중학교와 마포고등학교를 졸업했다고 밝혔다. 고등학교 1학년 시절 결핵성 늑막염을 크게 앓고 나서 내성적이던 성격이 활동적으로 바뀌었다고 한다.
1986년에는 연세대학교 이과대학에 입학해 물리학을 전공했다. 같은 해에 연세대에 입학한 이한열과는 학회 활동 등으로 알고 지내는 사이였다. 학교 생활을 하다가 컴퓨터공학에 관심을 갖게 된 이후, 대학은 7학기까지만 다니고 졸업하지 않았다. 물리학과 학생이었지만 글쓰기를 좋아해 1988년 혹은 1989년에 신문사 신춘문예 중편소설에 응모한 바가 있다고 한다.

### 대학 이후
대학을 그만둔 이후 물뚝심송은 재무관리 프로그램과 컴퓨터 장비를 파는 일을 했다. 1990년대 말까지는 인터넷의 보급에 발맞추어 네트워크 장비를 파는 사업을 했다. 이 과정에서 결혼을 하여 슬하에 딸 하나를 뒀다. 훗날 딴지일보에 딸에 관한 글을 올리기도 했다.
2002년에는 최초의 인터넷 정당인 개혁국민정당의 과천의왕 지구당 창당과정에 참여했다. 개혁당이 해산한 이후에는 열린우리당의 과천의왕 지역위원회 청년위원장으로 활동했고, 2004년부터는 노사모, 서프라이즈 등에서 인터넷 논객으로 활동했다.
물뚝심송이 블로그에서 스스로를 소개한 바에 따르면 서프라이즈 시절 물뚝심송은 황우석 사건에 대해 황우석을 옹호하던 사람들을 강하게 비판했다. 그러다가 서프라이즈에서는 사실상 쫓겨나게 된다.

### 딴지일보 시절
2007년부터는 자신의 블로그에 여러 가지 글을 올렸다. '찌질넷'이란 커뮤니티에서도 활동한 것으로 보인다. 이후 여러 가지 과정을 통해 딴지일보 필진으로 자리를 옮겼다. 2010년 2월부터는 딴지일보에 글을 꾸준히 기고했다. 2011년 11월부터는 딴지일보 정치부장을 자칭해 여러 가지 정치 기사를 올렸다. 2017년 11월 22일에 마지막 글을 썼다.
물뚝심송이 대중적으로 인기를 얻게 된 계기는 2012년의 통합진보당 부정 경선 사건이다. 이 사건이 터진 직후인 2012년 3월 21일 물뚝심송은 '우리 안의 괴물 - 경기동부'란 글을 썼다. 대중적인 시사평론가 중에서는 최초로 경기동부연합을 공개적으로 언급한 것이다. 한겨레에서도 이 글을 언급하기도 했다.
이후엔 딴지라디오, 국민TV, XSFM 등에서 방송 생활을 이어갔다. 주로 현대사와 정치에 관한 내용을 방송했다. 2014년 8월부터는 한국에서는 상대적으로 덜 알려진 얼음과 불의 노래를 팟캐스트에서 소개했다.

### 투병과 사망
2016년 5월, 구강암 진단을 받았다. 이후 여러 매체 기고 및 방송 출연을 중단했다. 어느 정도 상태가 회복된 이후에 다시 방송 활동을 시작했으나, 2017년 7월 병세가 악화되어 다시 입원했다. 이후 투병 끝에 2018년 5월 12일 만 49세로 사망했다.

## 방송 제작/출연
- 2012년 10월 ~ 2014년 5월 그것은 알기 싫다 (딴지라디오)
- 2013년 ~ 2014년 딴지 이너뷰(딴지라디오)
- 2014년 4월 ~ 2015년 3월 물뚝심송의 독재유산답사기 (국민TV)
- 2014년 7월 ~ 2015년 12월 그것은 알기 싫다(XSFM) - 2015.4부터 12월까지 국민TV에서 방송하던 독재유산 답사기를 방송했음
- 2015년 10월 ~ 2016년 5월 물뚝심송의 낫투데이(국민TV)
- 2015년 10월 ~ 2016년 5월 물뚝채널, 물뚝심송의 시사 라이브 (MCN 그룹 제다이)
- 2015년 12월 ~ 2016년 5월 나빠쇼 (MCN 그룹 제다이. 기획/부정기 출연)
- 2016년 5월 ~ 2017년 5월 마물극장 (국민TV 라디오)

## 저서
- 진보야, 아직 지치지 마, 롤링다이스, 2012 ISBN 9788996938514
- 정치가 밥 먹여 준다, 한스미디어, 2012 ISBN 9788959753918
- 어쩌다 한국은, 로고폴리스, 2015 ISBN 9791186499214

## 같이 보기
- 딴지일보
- XSFM
- 국민TV